# Herzogtum Jülich
Das Herzogtum Jülich war ein Territorium des Heiligen Römischen Reiches deutscher Nation im Niederrheinisch-Westfälischen Reichskreis, linksrheinisch zwischen dem Herzogtum Geldern, den Kurfürstentümern Köln und Trier sowie dem Hochstift Lüttich gelegen.

## Geografie
Das Herzogtum Jülich umfasste ein Gebiet von 4130 Quadratkilometern, das sich 20 Kilometer beiderseits der Rur beziehungsweise etwa 40 Kilometer westlich des Rheins von Tegelen im Norden bis in die Nordeifel im Süden, das Aachener Reich und das Gebiet der Reichsabtei Kornelimünster im Südwesten erstreckte. Es zählte 400.000 größtenteils katholische Einwohner. Hauptstadt war Jülich.

## Städte
Zum historischen Herzogtum Jülich gehörten die Städte und Gemeinden Jülich, Düren, Eschweiler, Münstereifel, Euskirchen, Nideggen, Bergheim, Kaster, Grevenbroich, Gladbach (heute: Mönchengladbach), Dahlen, Dülken, Linnich, Randerath, Brüggen, Süchteln, Aldenhoven, Heimbach, Monschau, Wassenberg, Heinsberg, Gangelt, Geilenkirchen, Waldfeucht, Sittard, Süsteren, Sinzig und Remagen.

## Einige Burgen und Residenzen im Gebiet von Jülich

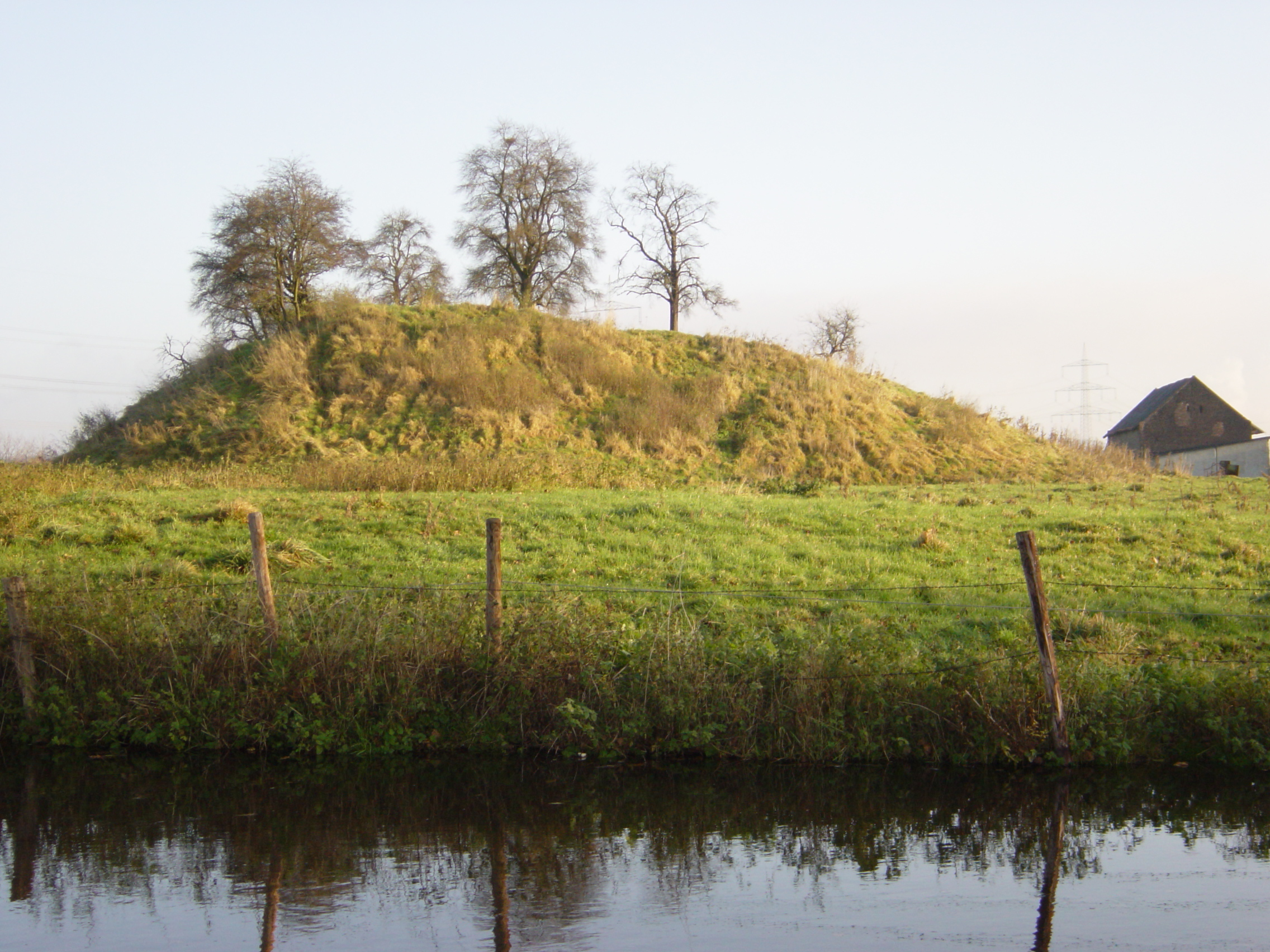
Motte Altenburg in Jülich
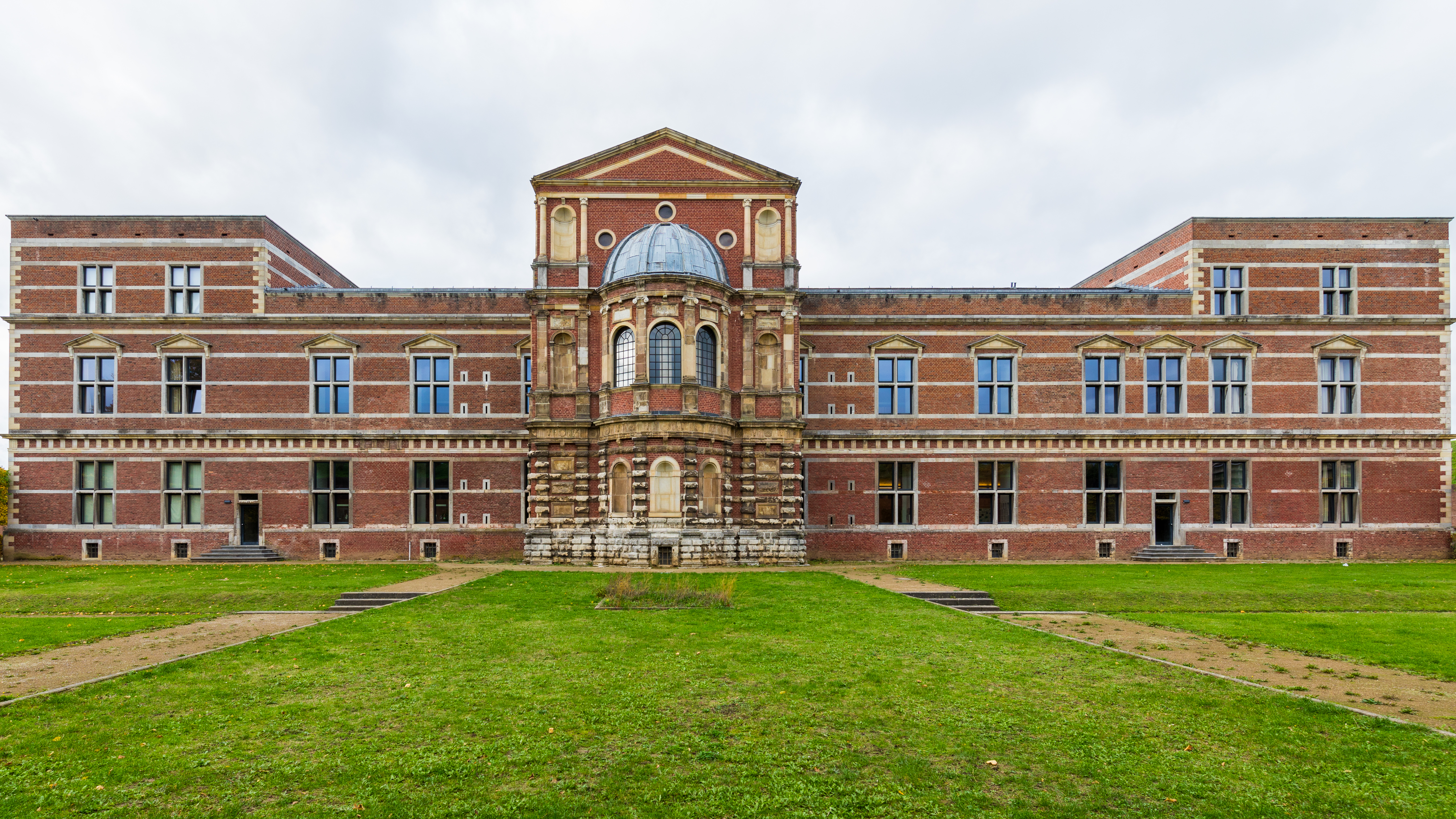
Residenzschloss Jülich
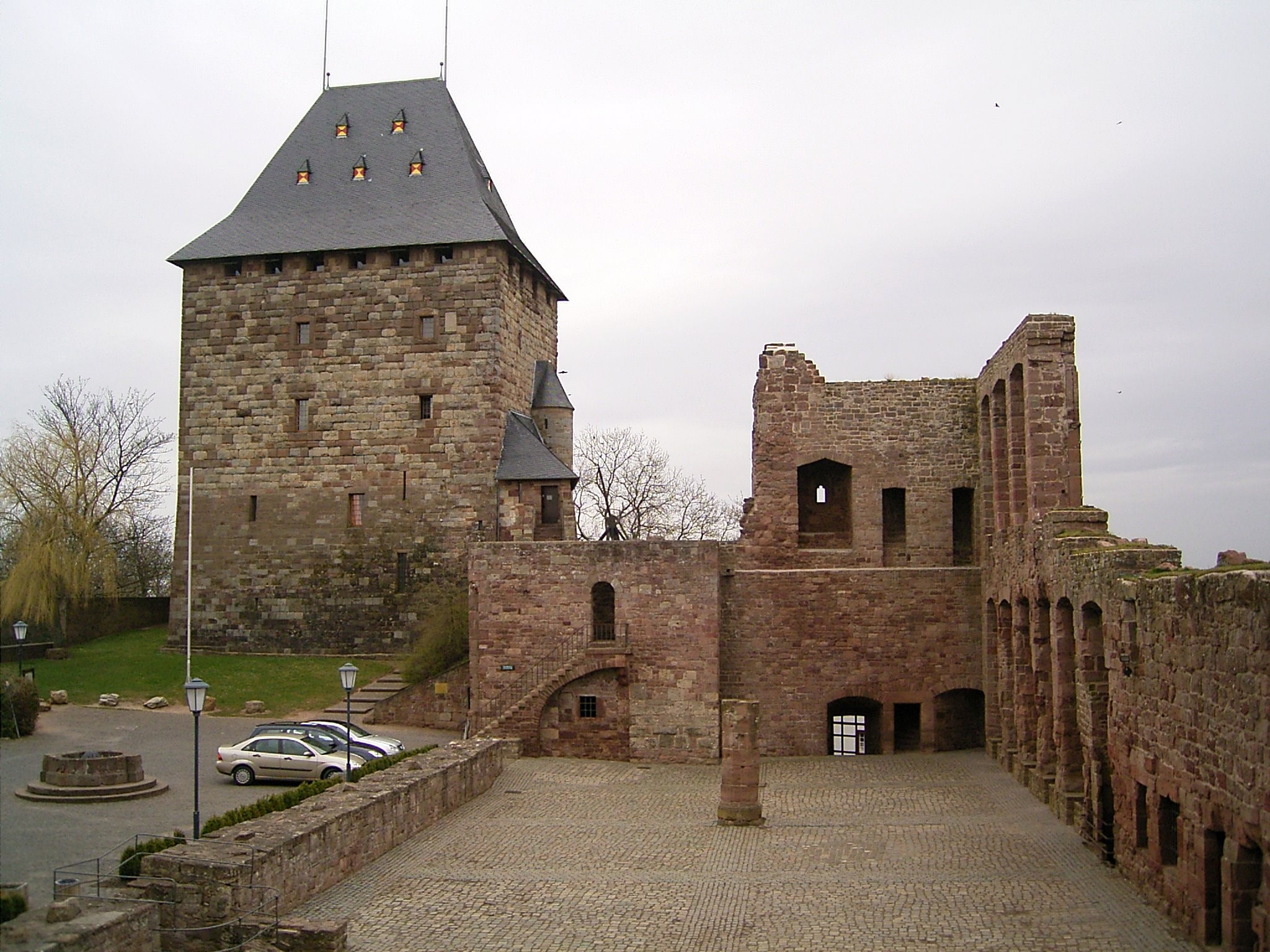
Residenzburg Nideggen
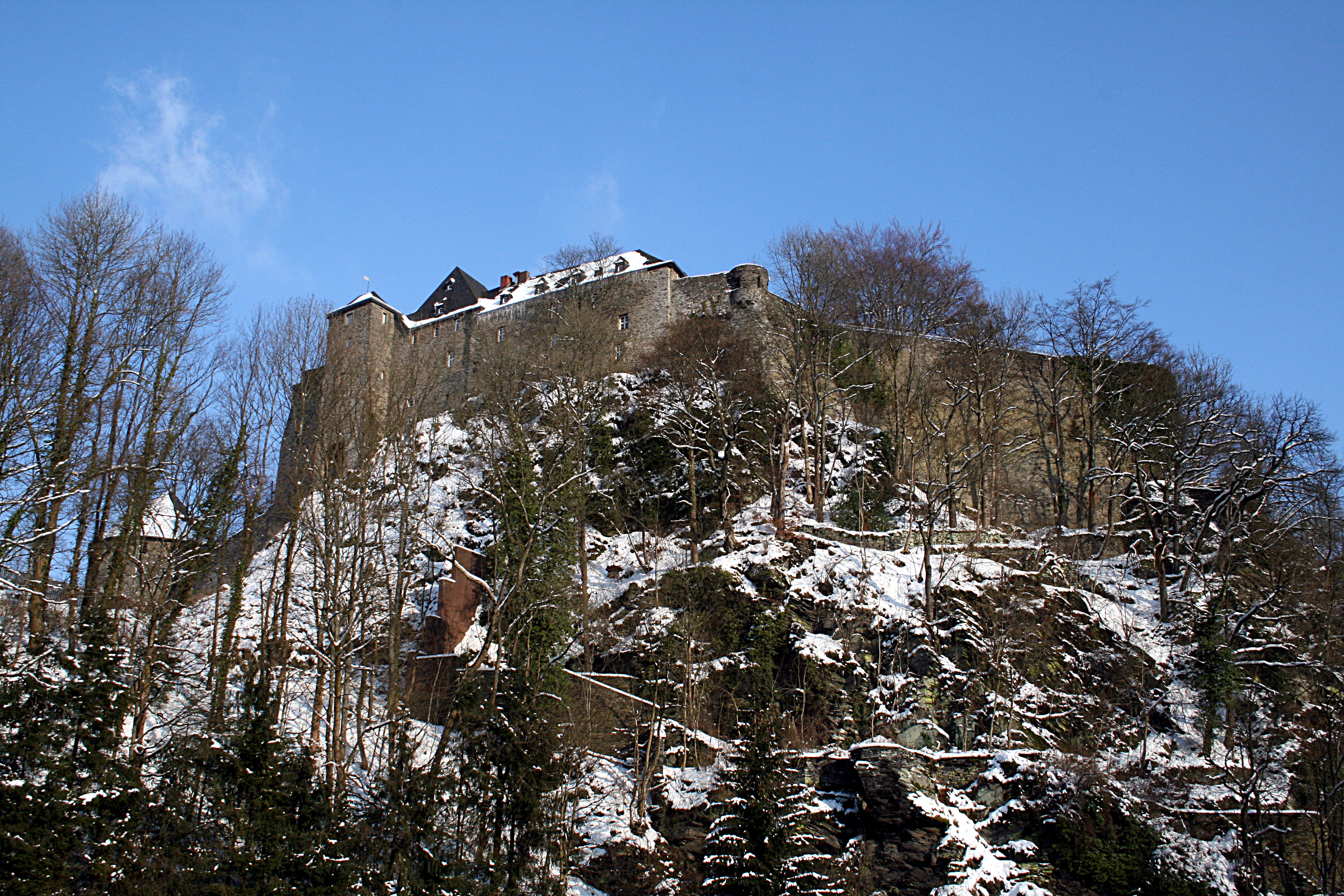
Burg Monschau
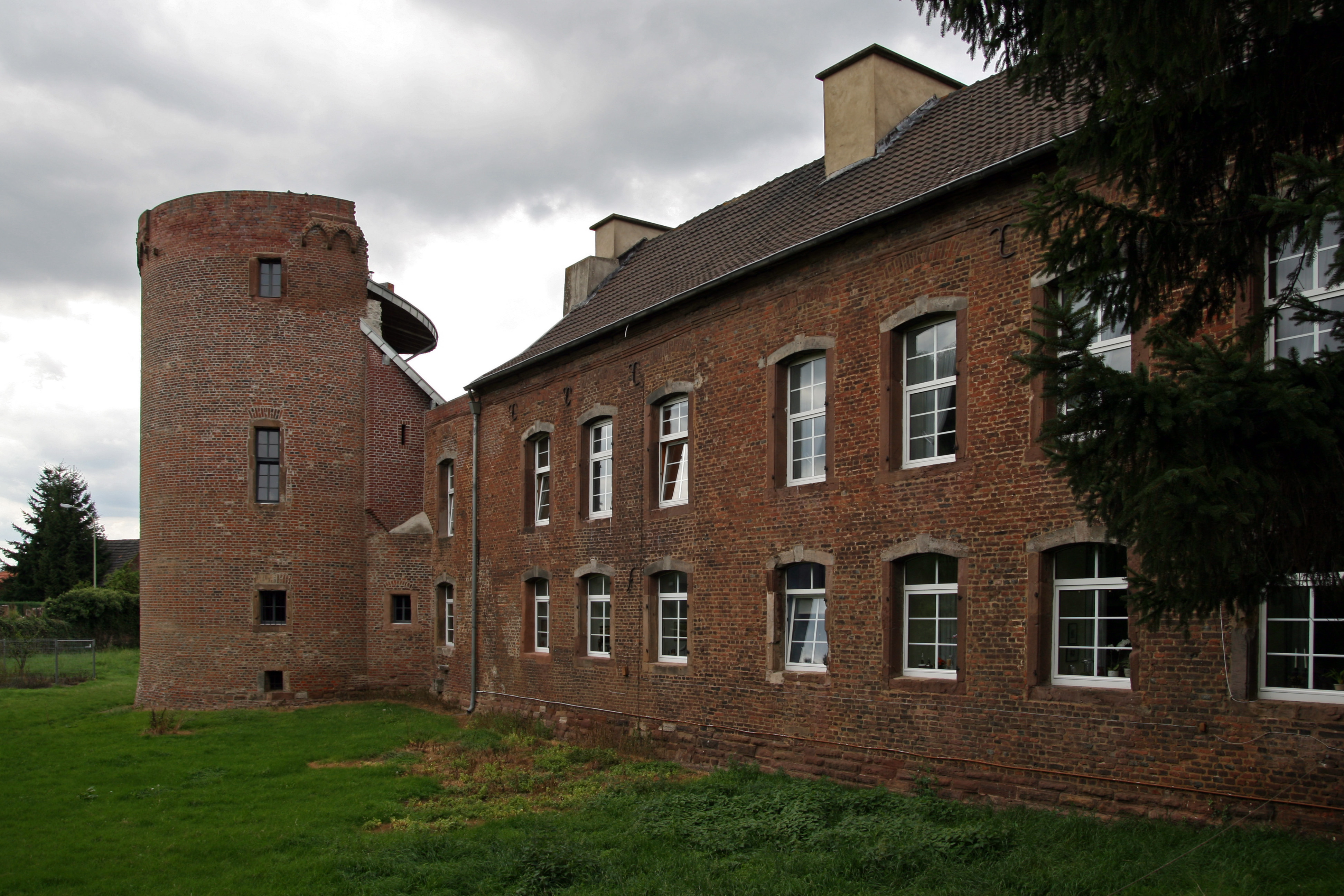
Schloss Hambach Jagdschloss und Lustschloss
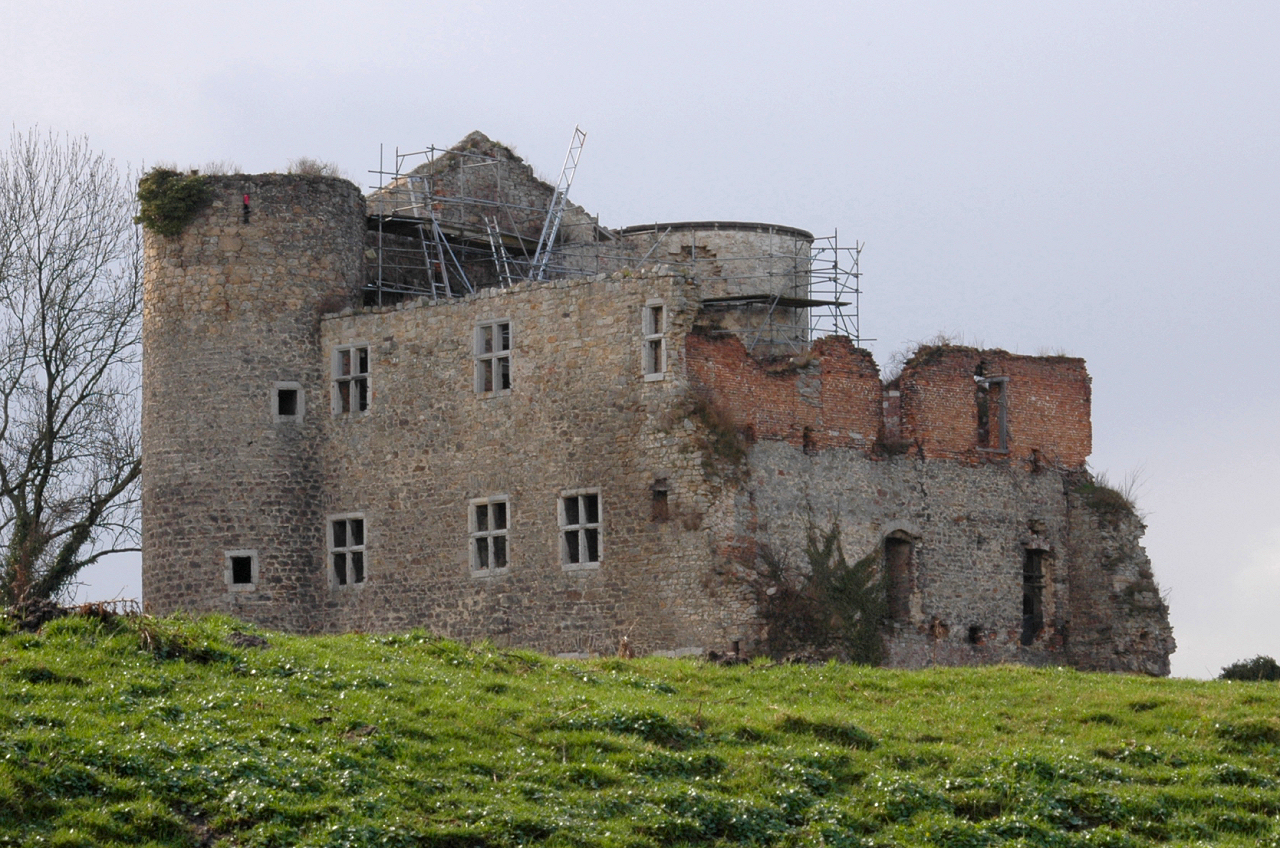
Nothberger Burg

## Geschichte

### Entwicklung der Grafschaften im Hochmittelalter
Die Gaubereiche waren Reichslehen im Frühmittelalter, die der deutsche König an Edelherren und Heerführer vergab. Sie umfassten relativ kleine Gebiete, deren Größe auf heutige Verhältnisse bezogen zwischen einem Regierungsbezirk und einem Kreis lagen. Über die mit der Zeit später übliche Vererbung – das Lehen wurde nach dem Tode des Lehnsnehmers an einen der Nachkommen des Verstorbenen wieder erteilt – bildeten sich zunehmend Adelshäuser heraus, die ihren Territorialbereich zu vergrößern suchten. Dies gelang durch Kauf, mit Gewalt oder auch häufig über die zusätzliche Position eines Vogtes für Klöster und Abteien. Diese Vögte, die für die weltlichen Belange dieser religiösen Einrichtungen zuständig waren, konnten auf diese Weise ihre Machtbasis erweitern und ihren Lehnsbereich vergrößern.
Allerdings war eine Grafschaft oder ein Herzogtum kein Gebiet, in dem das amtierende Adelsgeschlecht über den gesamten Grund und Boden verfügte. Die Grafschaften und später die Herzogtümer waren vielmehr große Flickenteppiche, in denen auch andere Herrscherhäuser für einzelne Güter und kleinere Bereiche zuständig waren. Zusätzlich gab es auch reichsunmittelbare Lehen und kleinere Grafschaften, die jedoch manchmal durch Vererbung über Töchter oder nach Erlöschen des kleineren Adelshauses an die übergeordnete Hauptgrafschaft fielen oder den Erben abgekauft wurden. Andererseits wurden bei Geldbedarf sowohl vom amtierenden Adelshaus wie auch von Fremdherrschaften einzelne Güter oder Gebietsteile verpfändet. Wurde diese Pfänder später nicht eingelöst, dann fielen sie auf Dauer an den Pfandleiher und wurde dessen Erblehen oder Eigentum.

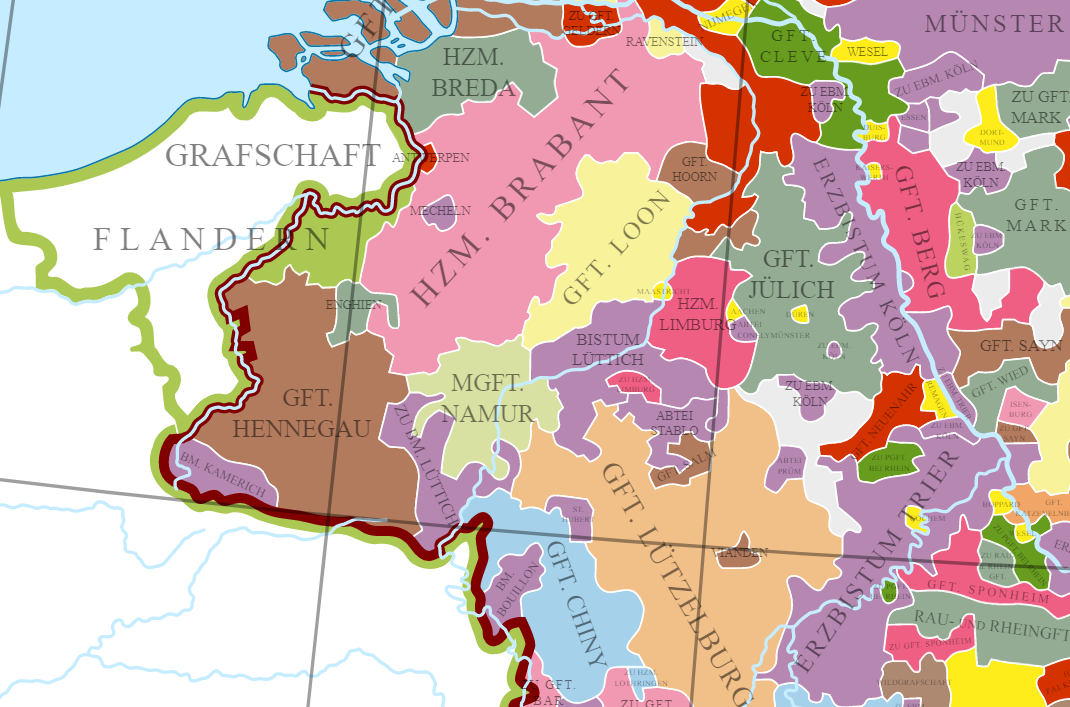
Territorien im Bereich von Rhein und Maas um 1250

Nach Beginn des Hochmittelalters waren zunehmend viele der Jülicher Gebiete, die außerhalb des alten Jülichgaus lagen, ursprünglich Besitzungen oder Lehen des Kölner Erzbistums gewesen, die nach der Zeit der Ezzonen von den Erzbischöfen an deren Vasallen vergeben worden waren. Wie auch die anderen größeren Grafschaften im Bereich des Nieder- und Mittelrheines – die Grafschaften Berg, Kleve und Geldern – konnte auch die Grafschaft Jülich die ursprüngliche dominierende Stellung des Erzbistums Köln bis zum Ende des 13. Jahrhunderts am Rande ihres Territoriums immer stärker zurückdrängen und ihre Machtbasis durch Fehden und Kriege auf Kosten der Kölner vergrößern.

### Die Grafen im Jülichgau

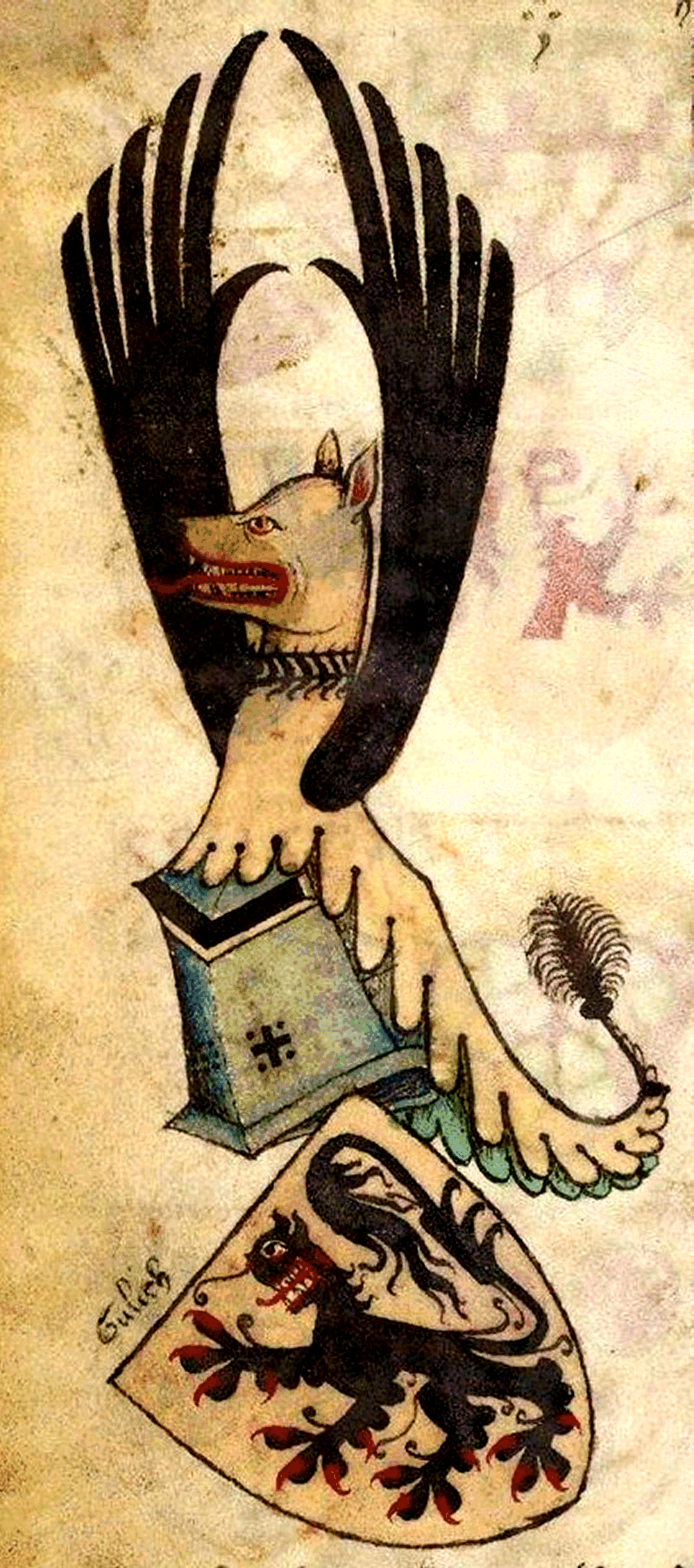
Stammwappen der Grafen von Jülich (Armorial Bellenville, 14. Jahrh.)

Wie bei allen Grafschaften am Nieder- und Mittelrhein ist die Datenlage für das Gebiet im Bereich von Jülich bis Mitte des 12. Jahrhunderts lückenhaft. Im Frühmittelalter war das deutsche Reichsgebiet in Gaue eingeteilt. Einer dieser Gaue im Bereich des südlichen Niederrheins war der Jülichgau, dessen Mittelpunkt die bereits unter den Römern angelegte Stadt Iuliacum, das spätere Jülich, war.
Bereits von 905 bis 947 ist ein Gottfried von Jülich, Pfalzgraf von Lothringen und Graf im Jülichgau, urkundlich nachweisbar. Dieser Graf Gottfried stammte aus dem bedeutenden fränkischen Adelsgeschlecht der Matfriede und führte als einer der ersten den Titel eines Grafen von Jülich. Auch die folgenden Pfalzgrafen von Lothringen, die aus dem gleichen Adelsgeschlecht waren, und zwar Erenfried II. (942–966) bis Hermann II. (1061–1085) waren neben Pfalzgraf auch Graf im Zülpichgau.
Ab dem 11. Jahrhundert ist im Jülichgau ein Grafengeschlecht mit dem Leitnamen Gerhard urkundlich nachweisbar. Für dieses Geschlecht werden in der Literatur ein bis vier oder auch bis sechs verschiedene Personen in der Zeit ab Anfang des 11. bis Mitte des 12. Jahrhunderts angegeben. Je nach Historiker begann die Amtszeit des ersten Grafen Gerhard im Jülichgau zu Beginn oder erst ab Ende des 11. Jahrhunderts. In fast allen Urkunden wurden diese ersten Grafen im Jülichgau als Zeugen unter dem Titel „Comes de Gulecho“ (oder in abgewandelter Schreibweise) geführt.

### Die Grafen von Jülich

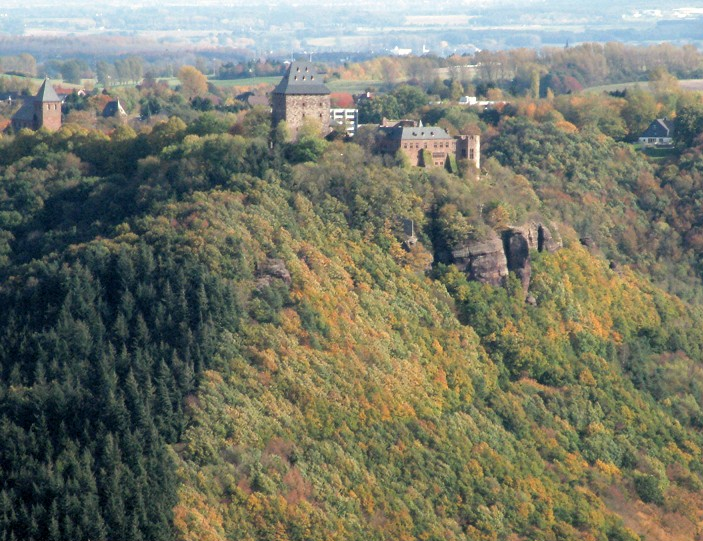
Burg Nideggen (aktuell)

Wilhelm I. (1142–1176) war Graf von Jülich und nicht mehr nur Graf im Jülichgau, da inzwischen das ursprüngliche Gaugebiet durch die Erlangung zusätzlicher Lehen von den Pfalzgrafen und der Kölnischen Kirche erheblich erweitert worden war. Dieser Wilhelm hatte einen Bruder Gerhard (1132–1198), der ebenfalls häufiger als Zeuge in Urkunden erschien, vermutlich ein höheres geistliches Amt innehatte und deshalb kein amtierender Graf war. Nachfolger von Wilhelm I. wurde sein Sohn als Wilhelm II. von Jülich (1176–1207).
Wilhelm II. war mit Alveradis, der Erbtochter des Grafen Adalbert von Molbach, verheiratet. Über diese Erbtochter gelangten die Gebiete der ehemaligen Grafschaft Nörvenich nach dem Tode ihres Vaters (um 1237) an Jülich. Das erste Jülicher Grafenhaus starb nach Wilhelm II. im Mannesstamm aus, da dieser keinen Sohn als Nachfolger hatte. Everhard von Hengebach († 1217) war mit Wilhelms Schwester Jutta († 1190) verheiratet, seine Kinder teilten die Besitzungen des Vaters. Nachfolger als Graf von Jülich wurde Everhards Sohn Wilhelm (Wilhelm III. von Jülich).
Da Wilhelm III. ab 1217 Teilnehmer des 5. Kreuzzuges war, übernahm sein Bruder Walram ab dessen Abreise zum Kreuzzug die Mitregentschaft. Wilhelm III. starb 1219 in Ägypten, und seine Ehefrau war wegen des jugendlichen Alters des ältesten Sohnes vorübergehend die Regentin. Nach Erreichung der Volljährigkeit in den 1230er Jahren wurde der Sohn als Wilhelm IV. von Jülich amtierender Graf.
Wilhelm IV. war einer der herausragenden Grafen der Jülicher. Trotz seiner ständigen Händel mit den Kölner Erzbischöfen gelang es ihm, das Jülicher Territorium zu vergrößern und zu stabilisieren. Sein meistens gutes Verhältnis zu den deutschen Königen und Kaisern Friedrich II., Konrad IV. und Rudolf I. von Habsburg war dabei hilfreich. Am 14. Februar 1234 erhielt er vom Pfalzgraf Otto II. bei Rhein die Vogteien Breisig, Wesseling bei Bonn und Vilich, die Abtei Kornelimünster und den Fronhof zu Viersen zu Lehen. Es folgte 1227 die Vogtei des Stifts St. Gereon in Köln. Über König Konrad IV. kam 1246 Düren als Pfandbesitz und 1247 die Schirmvogteien für Aachen und Sinzig hinzu. 1273 folgten über König Rudolf noch die Rückgabe der verpfändeten Burgen in Liedberg, Caster und Worringen. Durch den Tod Everhards von Heimbach nach 1234 erbte Wilhelm die Heimbacher Besitzungen seines Onkels.
Wilhelm IV. lieferte sich sowohl mit dem Kölner Erzbischof Konrad von Hochstaden wie auch mit dessen Nachfolger Engelbert II. von Falkenburg häufig kriegerische Auseinandersetzungen. Während die Kölner versuchten, ihre territorialen Zuständigkeiten zu festigen, wollten die Jülicher ihre erweitern. Dies führte zwischen den Kölnern und Jülichern jedoch zwangsläufig zu Fehden und Kriegen. Die Gefangenschaft des Erzbischofs Konrad auf der stark befestigten Jülicher Burg Nideggen dauerte neun Monate, und er kam nur durch Zahlung eines hohen Lösegeldes wieder frei. Es folgte noch die Gefangenschaft des Erzbischofs Engelbert, der nach einem kriegerischen Einfall der Kölner in die Grafschaft, die dabei in weiten Bereichen verwüstet wurde, 1267 bei Zülpich von den gräflichen Truppen geschlagen und gefangen gesetzt wurde. Dieser war dann für mehr als drei Jahre ebenfalls in der Burg Nideggen eingekerkert.
Wilhelm IV. war mit Richarda von Geldern verheiratet und hatte fünf Söhne und sieben Töchter. Bei einem Versuch der Jülicher, für den König Steuern in der Reichsstadt Aachen einzutreiben, widersetzte sich die Stadt. Der Streit eskalierte zu einer Straßenschlacht, bei der der Graf mit seinen beiden ältesten Söhnen getötet wurde. Nach diesem Vorfall nutzte der Kölner Erzbischof Siegfried von Westerburg die vorübergehende Schwächung der Jülicher aus und besetzte kurzzeitig die Grafschaft mit seinen Söldnern. Lediglich Stadt und Burg Nideggen und Stadt Heimbach konnten nicht erobert werden. Nach dem Rückzug der Kölner kam es 1280 zu einem Sühnevertrag zwischen der Stadt Aachen und der Witwe von Wilhelm IV. für dessen Tötung. Neben einigen weiteren Leistungen musste Aachen die hohe Summe von 15.000 Mark als Sühne an die Jülicher zahlen.
Nach dem Tod Wilhelms regierten die verbliebenen Söhne Walram, Gerhard und Otto die Grafschaft gemeinsam unter der Leitung ihrer Mutter Richarda. Erst 1283 wird Walram, der vorher nur unter seinen geistlichen Titeln auftrat, als Graf von Jülich bezeichnet. Walram war wie viele der Jülicher Herrscher ein Gegner des jeweils im Amt befindlichen Kölner Erzbischofs. Bei der Schlacht von Worringen 1288 kämpfte er auf Seiten der siegreichen Allianz gegen den Erzbischof von Köln, Siegfried von Westerburg und dessen Verbündete. Im Rahmen der kriegerischen Handlungen vor der Entscheidungsschlacht in Worringen hatten die Jülicher die befestigte Kurkölner Stadt Zülpich erobert. Als Beute musste der Erzbischof Zülpich mit dem zugehörigen Gebiet für fast 80 Jahre an die Grafschaft Jülich abtreten. Weiterhin verzichtete das Erzbistum Köln auf alle alten Lehensansprüche, die bisher zwischen Köln und Jülich ständig strittig gewesen waren. Als Walram 1297 starb, folgte der jüngste der vier Brüder als Graf Gerhard V. von Jülich.
Gerhard V. unterstützte den deutschen König Adolf von Nassau gegen dessen Gegenkönig Albrecht I. von Habsburg. Nachdem Adolf von Nassau 1298 auf dem Schlachtfeld im Kampf gegen Albrecht I. getötet worden war, unterwarf sich Gerhard V. letzterem und erreichte, dass die Grafschaft Jülich ihm als Reichslehen bestätigt wurde. Nach dem Tod des Habsburgers 1308 unterstützte Gerhard V. auch dessen Nachfolger Heinrich VII. und ab 1313 Ludwig der Bayer in dessen Auseinandersetzungen um die Regentschaft. Der zur gleichen Zeit in Köln im Amt befindliche Erzbischof Heinrich II. von Virneburg versuchte, die Stellung des Erzbistums auf Kosten der niederrheinischen Grafschaften wieder durch ein Bündnis mit Frankreich zu stärken. Zwangsläufig geriet der Erzbischof somit in einen Gegensatz zu den Grafschaften und dem deutschen König und scheiterte mit seinem Versuch, die Verhältnisse für das Erzbistum zu verbessern.
Als Gerhard V. 1328 starb, hatte er in seiner Regierungszeit durch seine Unterstützung der deutschen Könige erreicht, dass seine Stellung gegenüber den Kölner Erzbischöfen gestärkt war. Ihm gelang es, von 1300 bis 1314 die Zuständigkeiten für Sinzig, Grevenbroich, die Herrschaft Lipp und den Rheinzoll in Kaiserswerth (1301) zu sichern oder durch Pfand zu erlangen.
Graf Gerhard V. starb 1328, und es folgte sein ältester Sohn als Graf Wilhelm V. von Jülich. Wie sein Vater hatte auch er ein gutes Verhältnis mit den jeweils regierenden Kaisern. Ludwig IV. ernannte ihn 1336 zum Markgrafen der Grafschaft Jülich und vergab den Reichswald bei Kornelimünster an die Jülicher. Da der jüngere Bruder von Wilhelm V., Walram von Jülich, 1332 Erzbischof von Köln geworden war, hatte er – ungewöhnlich für die Jülicher Grafen – zum amtierenden Erzbischof ebenfalls ein gutes Verhältnis. Er erhielt beispielsweise 1344 vom Erzbistum vertraglich die Zusicherung, dass die Kölner mit einer möglichen Vererbung der beiden Grafschaften Berg und Ravensberg an das Jülicher Adelshaus einverstanden wären.

### Die Herzöge von Jülich
Als 1346 Karl IV. Kaiser Ludwig IV. ablöste, bestätigte Ersterer Markgraf Wilhelm V. die Pfandschaften für Düren, Kaiserswerth und Sinzig. Da Markgraf Wilhelm V. für den König und späteren Kaiser erfolgreich diplomatisch tätig war, ernannte ihn dieser 1356 zum Herzog Wilhelm I. von Jülich und zum Graf von Falkenburg mit dem Reichslehen für Falkenburg. Mit Letzterem waren die bisherigen Herren von Falkenburg nicht einverstanden. Deren Widerstand führte dazu, dass nach dem Ableben des Herzogs die Grafschaft wieder an „Walram von Falkenburg“ übergeben wurde, und erst einige Jahrzehnte später fiel Falkenburg endgültig an das Herzogtum Jülich. Herzog Wilhelm I. war mit „Maria von Geldern“ verheiratet und hatte als Nachkommen neben einer Tochter die Söhne Gerhard, Wilhelm und Rainald. Zeitweise kam es zu einem Zerwürfnis zwischen dem Grafen und seinen Söhnen, das dazu führte, dass der Vater von 1349 bis 1351 in Gefangenschaft gehalten wurde. Durch Vermittlung des Erzbischofs Walram von Köln konnte der Streit jedoch friedlich beendet werden. Herzog Wilhelm I. starb 1361, und der Sohn Wilhelm II. von Jülich übernahm das Herzogtum Jülich.
Gerhard, der älteste Sohn von Wilhelm I., hatte bereits 1338 Margarete von Ravensberg-Berg geheiratet. Diese war die Tochter von Margaretha, einer Schwester von Adolf VI. von Berg. Da Adolf VI. keine eigene Kinder hatte, war vertraglich vereinbart worden, dass diese Großnichte die Erbfolge antreten sollte. Bereits 1346 übernahm Gerhard von Jülich die Grafschaft Ravensberg, 1348 gefolgt von der Grafschaft Berg, und wurde damit amtierender Graf Gerhard von Berg-Ravensberg.
Zu Beginn der zweiten Hälfte des 14. Jahrhunderts versuchte Herzog Wenzel I. von Luxemburg und Brabant seine Machtposition im Bereich von Niederlothringen und den Herzogtümern Jülich und Geldern zu erweitern und geriet dadurch in Konflikt mit den dortigen Herzögen. Der Konflikt führte 1371 zur Schlacht bei Baesweiler. In dieser siegte Herzog Wilhelm II. von Jülich mit dem verbündeten Herzog Eduard von Geldern und Graf Wilhelm von Jülich-Berg über Herzog Wenzel I. von Luxemburg. Während Letzterer von den Jülichern gefangen wurde, starb der Herzog von Geldern bei dieser Auseinandersetzung. Da wenige Monate später auch der Bruder von Eduard starb und beide kinderlos waren, fiel das Herzogtum Geldern mit Zütphen als Reichslehen an den Kaiser zurück. Wenzel I. war ein Halbbruder von Kaiser Karl IV. Um seinen Halbbruder aus der Jülicher Gefangenschaft zu befreien, vergab der Kaiser 1371 das vakante Reichslehen an den noch unmündigen Sohn Wilhelm von Jülich. Bis zu dessen Volljährigkeit erfolgte die Verwaltung von Geldern durch den Vater Herzog Wilhelm II. von Jülich.

Herzogtum Geldern mit der Grafschaft Zutphen um 1350

Die beiden verstorbenen herzöglichen Brüder „von Geldern“ hatten zwei Schwestern. Neben der Ehefrau von Wilhelm II. von Jülich, Maria von Geldern, gab es mit Mathilde von Geldern eine zweite Schwester. Letztere war mit der Vergabe des Herzogtums Geldern an Jülich nicht einverstanden. Es folgte der Erste Erbfolgekrieg um Geldern. Diese Auseinandersetzung wurde 1379, nachdem Mathilde die Schlacht von Hönnepel verloren hatte, beendet. Mathilde verzichtete endgültig auf Geldern und Zütphen zu Gunsten von Wilhelm von Jülich. Dieser wurde damit Herzog Wilhelm I. von Geldern.
Ab 1379 waren damit nun neben der Grafschaft Jülich auch die niederrheinischen Grafschaften Geldern und Berg in der Hand der Jülicher Adelsfamilie. Eine mögliche Zusammenfassung mit einer Vereinigung der drei Grafschaften kam nicht zustande, da Gerhard von Jülich vor seinem Vater Herzog Wilhelm I. von Jülich bei einer Fehde starb. Deshalb war Gerhards Sohn, Graf Wilhelm II. von Berg, bereits 1360 nachfolgender amtierender Graf von Berg geworden. Der jüngere Bruder von Gerhard, Wilhelm von Jülich, wurde dagegen im Herzogtum Jülich 1361 als Herzog Wilhelm II. Nachfolger von Wilhelm I. von Jülich.

### Die Herzöge von Jülich-Geldern
Herzog Wilhelm II. heiratete in der zweiten Ehe Maria von Geldern, die Tochter von Herzog Rainald II. von Geldern. Er hatte mit dieser Maria zwei Söhne, und zwar Wilhelm und Rainald von Jülich. Der Sohn Wilhelm von Jülich wurde bereits 1379 Herzog in Geldern als Herzog Wilhelm I. von Geldern. Als Wilhelm II. von Jülich 1393 starb, wurde sein Sohn Wilhelm Nachfolger als Herzog Wilhelm III. von Jülich. Die Vereinigung der beiden Herzogtümer zum vereinigten Herzogtum Jülich-Geldern betraf aber überwiegend nur die Personalunion unter einem Herzog. Ein übergreifendes, zentralistisch strukturiertes Doppelherzogtum wurde nicht gebildet, und es gab nur wenige verbindende sachliche Elemente zwischen den beiden Territorien.
In den ersten Jahren seiner Regentschaft konnte er durch Kauf das Jülicher Gebiet vergrößern. Beispielsweise erwarb er für 70.000 Goldgulden die Ortschaften Born, Sittard und Susteren. 1397 kam es wegen des Rheinzolls von Kaiserswerth zu Streitigkeiten zwischen den Herzögen von Jülich-Geldern und Berg sowie den Grafen von Kleve und von der Mark. In der Schlacht von Kleverhamm kämpfte zwar Herzog Wilhelm III. von Jülich-Geldern nicht mit, sondern sein Bruder Rainald von Jülich mit Graf Wilhelm II. von Berg gegen Graf Adolf II. von Kleve, der mit Graf Dietrich II. von der Mark verbündet war. Rainald von Jülich unterlag mit seinem Alliierten, und beide wurden gefangen genommen. Nur durch Verpfändung von Emmerich mit dem westlichen Bereich der Liemers konnte das Herzogtum Jülich-Geldern das geforderte Lösegeld in Höhe von etwa 150.000 Goldgulden aufbringen. Da nun die finanzielle Situation im vereinigten Herzogtum Jülich-Geldern sehr angespannt war, konnte die Verpfändung 1402 nicht eingelöst werden und das beliehene Gebiet und die Stadt Emmerich gehörten ab diesem Zeitpunkt zur Grafschaft Kleve.
Wilhelm III. starb 1402 kinderlos. Nachfolger wurde deshalb sein Bruder Herzog Rainald von Jülich-Geldern. Dieser regierte bis 1423 und starb ebenfalls kinderlos. Mit seinem Tod endete das Doppelherzogtum Jülich-Geldern. Nach seinem Tod beanspruchten sowohl seine Verwandten aus der Seitenlinie Jülich-Berg Herzog Adolf von Berg wie auch Margarethe, die Schwester Rainalds II. von Geldern, für ihren Enkel Arnold von Egmond die Nachfolge.
Während der Übergang vom Herzogtum Jülich zum neuen Doppelherzogtum Jülich-Berg relativ schnell und ohne größere Probleme durch die Machtübernahme von Adolf Herzog von Berg-Ravensberg in Jülich erfolgte, war eine schnelle beständige Lösung für das Herzogtum Geldern nicht möglich. Zwar wurde Arnold von Egmond bereits am 8. Juli 1423 von den geldrischen Ständen als neuer Landesherr anerkannt, aber trotz der Bestätigung durch den römisch-deutschen König Sigismund am 15. August 1424 kam es zu einem Zweiten Erbfolgekrieg in Geldern.
Einzelheiten zur weiteren Entwicklung von Geldern → unter Herzogtum Geldern ab 1423.

### Die Herzöge von Jülich-Berg
Herzog Adolf von Berg-Ravensberg konnte die Nachfolge für das Herzogtum Jülich trotz einiger Widerstände rasch antreten. Entsprechend Rainalds Testament fielen 3/4 des Herzogtums Jülich an den Urenkel Herzog Wilhelms I. sowie 1/4 (als Jülicher Quart bezeichnet) an Johann II. von Loon, Herr von Heinsberg und Enkel Herzogs Wilhelms I. Auf diese Weise wurde Adolf Herzog von Jülich und Berg (1423–1437) und Johann „Herr von Jülich“. Letzter Inhaber der Jülicher Quart war aus einer Nebenlinie des Adelshauses Heinsberg, Wilhelm II. von Loon, Graf zu Blankenheim und Herr zu Jülich.
Unter Adolf von Jülich-Berg wurden die Territorien Jülich und Berg zum neuen Doppelherzogtum Jülich-Berg vereint und gehörten später ab 1500 zum Niederrheinisch-Westfälischen Reichskreis. Herzog Adolf von Jülich-Berg regierte bis 1437 und hatte trotz zweifacher Heirat keinen Nachfolger, da sein Sohn Ruprecht aus der ersten Ehe bereits 1431 gestorben war und die zweite Ehe kinderlos blieb. Nach seinem Tod 1437 wurde deshalb sein Neffe Gerhard Graf von Ravensberg Herzog im Doppelherzogtum.
Herzog Gerhard war nach 1455 „geistig umnachtet“, und seine Ehefrau Sophie von Sachsen-Lauenburg übernahm bis zu ihrem Tod 1473 die Regierungsgeschäfte. Nach dem Tode des letzten Inhabers der Jülicher Quart erreichte die Ehefrau im Namen von Herzog Gerhard von Jülich-Berg 1469, dass Kaiser Friedrich III. die Vereinigung der Quart mit dem größeren Teil von Jülich genehmigte und das Herzogtum Jülich wieder den Umfang von vor der Abtrennung hatte.
Als Herzog Gerhard 1475 starb, wurde sein Sohn Wilhelm als Herzog Wilhelm IV. sein Nachfolger, wobei sich die „Zählung IV.“ auf die Jülicher Erbfolge bezieht. Durch die erste Ehe des Herzogs mit der Tochter Elisabeth von Graf Johann III. von Nassau-Saarbrücken gelangte deren Erbe an Wilhelm von Jülich-Berg und dieser wurde auch „Herr zu Heinsberg, Diest und Sichem“. Auch Herzog Wilhelm IV. hatte keinen Sohn als Nachfolger. Für die Nachfolge wurde deshalb mit Herzog Johann II. von Kleve-Mark 1496 die Klever Union vereinbart. Gemäß diesem Vertrag wurde die noch minderjährige Tochter Marie von Jülich-Berg mit dem ebenfalls minderjährigen Sohn Johann des Klever Herzogs verlobt, und 1510 heirateten diese inzwischen Volljährigen. Als Herzog Wilhelm IV. 1511 starb, wurde entsprechend der Vereinbarungen Johann von Kleve-Mark sein Nachfolger im Herzogtum Jülich-Berg.

### Bildung der Vereinigten Herzogtümer Jülich-Kleve-Berg

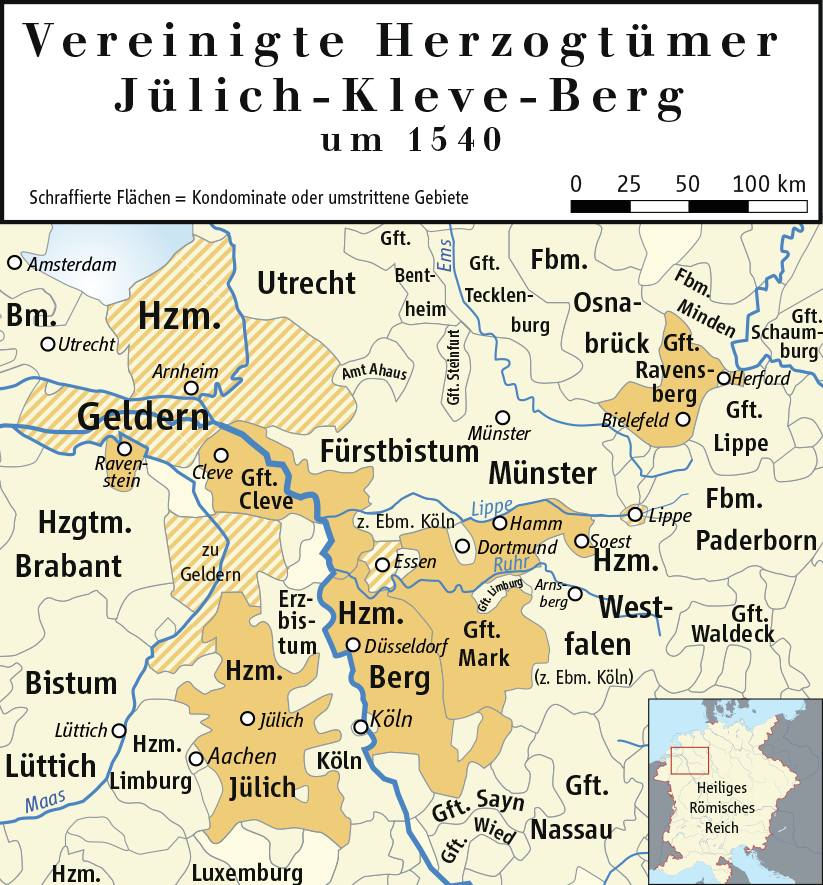
Die Vereinigten Herzogtümer Jülich, Kleve und Berg um 1540. Schraffiert die Vogtei Essen, das Kondominat Lippstadt und das 1538 ererbte Herzogtum Geldern mit der Grafschaft Zutphen.

Infolge der Klever Union erfolgte 1521 der Zusammenschluss der Herzogtümer Kleve-Mark und Jülich-Berg zu den Vereinigten Herzogtümern Jülich-Kleve-Berg. Der Großneffe Adolfs, Wilhelm IV. von Jülich-Berg, letzter männlicher Sprössling dieses Fürstenhauses, setzte seine Tochter Marie von Jülich-Berg, welche mit dem Sohn des Herzogs von Kleve Johann II., Johann von Kleve-Mark, verheiratet war, zur Erbin seiner Länder ein. Dies geschah, obwohl Kaiser Friedrich III. 1485 die Nachfolge in Jülich und Berg dem Herzog Albrecht von Sachsen versprochen und dies vom römisch-deutschen König und späteren Kaiser Maximilian I. 1495 bestätigt worden war.
Nach Wilhelms IV. Tod 1511 folgte aber Johann der Friedfertige, sein Schwiegersohn, ungeachtet des Einspruchs Sachsens, als Herzog von Jülich-Berg. Maximilian I. belehnte trotzdem Johann von Jülich-Berg mit dem Reichslehen, doch wurden den Sachsen deren Ansprüche für einen späteren Erbfall weiter zugesichert. Als Johann 1521 auch in Kleve als Herzog zur Herrschaft gelangte, wurde Jülich-Berg mit Kleve vereinigt. Damit hatte das Vereinigte Herzogtum die Vormachtstellung im niederrheinisch-westfälischen Reichskreis inne.
1538 kam es vor dem Hintergrund der Erbstreitigkeiten mit Kaiser Karl V. um das Herzogtum Geldern zum Beschluss des Landtages über den Ausbau Jülichs zur neuzeitlichen Landesfestung. 1543 musste Herzog Wilhelm V. nach der Niederlage in der Geldrischen Fehde den Verzicht auf Geldern erklären. Nachdem 1547 ein Stadtbrand Jülich fast vollständig zerstört hatte, war der Weg frei zum Wiederaufbau als herzogliche Residenz- und Festungsstadt, die ab 1548/49 nach den Plänen des Bologneser Architekten und Festungsbaumeisters Alessandro Pasqualini erfolgte.

### Erbfolgestreit um die Nachfolge der Herzogtümer Jülich-Kleve-Berg
Nach dem Aussterben des Fürstenhauses mit Herzog Johann Wilhelm am 25. März 1609 machten mehrere deutsche Fürsten, besonders das Kurfürstentum Sachsen, Brandenburg und Pfalz-Neuburg, Ansprüche auf sein Erbe geltend. Diese Auseinandersetzungen führten zum Jülich-Klevischen Erbfolgestreit und dauerten in der ersten Phase von 1609 bis 1614.
Das Haus Sachsen gründet seine Ansprüche an die Erbschaft auf ein kaiserliches Versprechen, dass Kleve im Falle des Aussterbens des dortigen Fürstenhauses im Mannesstamm an das Haus Sachsen fallen solle. Die drei Schwestern des Herzogs Johann Wilhelm und deren Nachkommen erhoben auch Erbansprüche, da ihnen Karl V. 1546 das Recht der Succession zugesprochen hatte.
Die älteste der Schwestern, Marie Eleonore, war mit dem Herzog von Preußen Albert Friedrich von Brandenburg vermählt gewesen, aber noch vor ihrem Bruder gestorben. Sie hatte jedoch aus jener Ehe ihre Tochter Anna hinterlassen, die mit dem Kurfürsten Johann Siegmund von Brandenburg verheiratet war und sich gemäß dem Heiratsvertrag ihrer Mutter von 1573 als Erbin ihrer Ansprüche betrachtete.
Die beiden anderen Schwestern waren Anna, die mit Pfalzgraf Philipp Ludwig von Pfalz-Neuburg verheiratet war, und Magdalena, die den Herzog Johann I. von Pfalz-Zweibrücken geehelicht hatte. Die aus diesen Ehen stammenden Erben Pfalzgraf Wolfgang Wilhelm von Neuburg und Pfalzgraf Johann von Zweibrücken standen einmütig gegen Sachsen, machten sich aber die Erbschaft auch untereinander streitig.
Sofort nach dem Tod Johann Wilhelms ergriffen Brandenburg und Pfalz-Neuburg Besitz von der Erbschaft und sandten ihre Bevollmächtigten in die Residenzstadt der Vereinigten Herzogtümer nach Düsseldorf. Im Einverständnis mit Sachsen verlangte aber Kaiser Rudolf II. zunächst bis zum erfolgten Ausgleich in der Sache die Sequestrierung von Jülich, Kleve und Berg und ließ sogleich den Erzherzog Leopold mit kaiserlichen und den Erzherzog Albrecht mit spanischen Truppen aus den Niederlanden in die Gebiete der Herzogtümer einrücken. Unter Erzherzog Leopold überrumpelte Oberst Johann von Reuschenberg die Zitadelle und Festungsstadt Jülich und besetzte sie im Mai 1609.

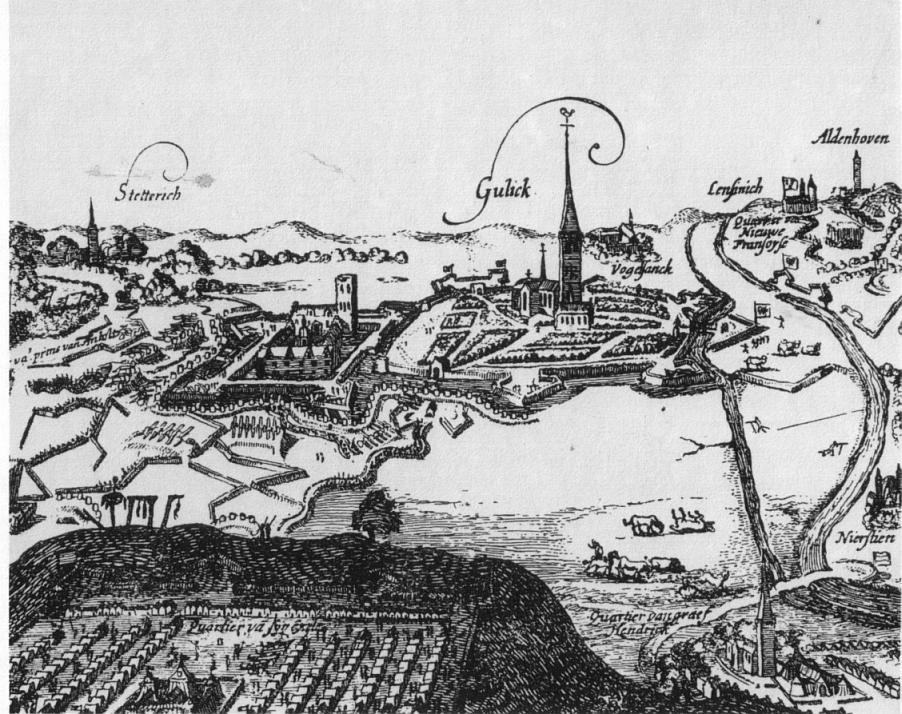
Belagerung Jülichs 1610

Dies veranlasste Brandenburg und Pfalz-Neuburg, sich am 10. Juni 1609 durch den Dortmunder Rezess zu gemeinschaftlicher Verteidigung ihrer Rechte zu verbinden. Die Protestantische Union und Heinrich IV. von Frankreich sicherten ihre Hilfe zu, um eine Festsetzung des Hauses Habsburg am Niederrhein zu verhindern. 1610 rückten darauf französische und unierte Truppen, letztere unter Führung von Moritz von Oranien, in das Vereinigte Herzogtum ein. Das Jülicher Gebiet wurde von protestantischen Truppen besetzt und die Festung Jülich belagert. Nach 35-tägiger Verteidigung kapitulierten die eingeschlossenen Kaiserlichen, und die katholischen Verteidiger zogen ab. Der plötzliche Tod des französischen Königs Heinrich IV. (14. Mai 1610) und des Kurfürsten Friedrich IV. (9. September) verhinderte einen großen Krieg und die kurzfristige Vertreibung der protestantischen Besatzer. Diese blieben bis 1613 im Jülicher Gebiet.
Zwar belehnte der Kaiser nun Sachsen mit den Vereinigten Herzogtümern, doch blieben Brandenburg und Pfalz-Neuburg im faktischen Besitz der Lande. Um nun dem Erbstreit zwischen diesen ein Ende zu machen, versuchte Philipp Ludwigs Sohn, Wolfgang Wilhelm von Pfalz-Neuburg, durch eine Vermählung mit Johann Siegmunds Tochter die brandenburgischen Ansprüche mit den pfälzischen zu vereinigen. Aber der Kurfürst weigerte sich, und es kam bei einer persönlichen Begegnung in Düsseldorf zu heftigen Auseinandersetzungen. Pfalzgraf Wolfgang Wilhelm brach alle Verhandlungen ab, begab sich nach Bayern, vermählte sich mit einer Tochter des Oberhauptes der Liga Herzogs Maximilian und wurde 1613 katholisch, während Johann Siegmund, bisher Lutheraner, zur reformierten Kirche übertrat. Als Folge des Wechsels der Konfession von Wolfgang Wilhelm wurden dessen Truppen von den Brandenburgern im Jülicher Gebiet 1614 entwaffnet und vertrieben.

### Das Wittelsbacher Herzogtum Jülich-Berg
Da aber die Furcht vor einem allgemeinen Krieg überwog, wurde am 12. November 1614 der Vertrag von Xanten über eine geteilte Verwaltung mit Vorbehalt des Kondominats vermittelt. Der Pfalzgraf erhielt Jülich und Berg, der Kurfürst von Brandenburg Kleve, Mark, Ravensberg und Ravenstein. Der ab 1618 ausbrechende Dreißigjährige Krieg erschwerte zwangsläufig eine schnelle endgültige Lösung der Erbansprüche. Spanische und holländische Truppen rückten nun in verschiedene Bereiche der umstrittenen Territorien ein. 1621 eroberten spanische Truppen unter General Ambrosio Spinola den Südwesten des Reichsgebietes und besetzten sowohl die Pfalz wie auch die Jülicher Gebiete. Die Festung Jülich wurde von den Spaniern erneut belagert und kapitulierte am 3. Februar 1622, das Herzogtum blieb nun von spanischen Truppen besetzt. Einige Jülicher Gebiete wurden nach 1631 von der spanischen Besatzung wieder verlassen, aber die Festungsstadt Jülich wurde erst 1660 von den Spaniern freigegeben. Die holländischen Truppen drangen mit Einverständnis der Brandenburger überwiegend in das Gebiet von Kleve ein und hielten die dortigen Festungen auch noch nach 1648 besetzt.
Erst am 9. September 1666 schloss der Große Kurfürst Friedrich Wilhelm von Brandenburg mit dem Herzog Philipp Wilhelm einen Erbvergleich (Vertrag von Kleve) auf Grundlage des Status quo, nach welchem ersterer Kleve und die Grafschaften Mark und Ravensberg und letzterer Jülich und Berg behalten und nach dem Aussterben des Mannesstamms der einen Linie die andere erben sollte. Formal beendet war der Streit, als der deutsche Kaiser 1678 diese Vereinbarungen anerkannte.
Unter Herzog Wolfgang Wilhelm wurde das Herzogtum Jülich administrativ (etwa 1640er Jahre) in 43 Steuerbezirke aufgeteilt (34 Ämter und neun Städte: Jülich, Düren, Münstereifel, Euskirchen, Bergheim, Grevenbroich, Linnich, Kaster, Randerath). Die frühere Steuermatrikel von 1626 wies 29 Ämter auf. Von den Ämtern stammten etwa 94 Prozent und von Städten etwa sechs Prozent der Steuererträge.
1685 erbte Wolfgang Wilhelms Sohn Philipp Wilhelm auch die Kurpfalz, bereits seit 1679 gab er die Verwaltung des Herzogtums seinerseits an seinen Sohn Johann Wilhelm.
Der Spanische Erbfolgekrieg von 1701 bis 1714 betraf auch Johann Wilhelm, der auf Seiten seines Neffen, des Habsburger Kaisers stand. Diese Auseinandersetzung führte dazu, dass die Jülicher Gebiete von Truppen der beteiligten Kontrahenten sowohl besetzt wie auch durchquert wurden oder auch Kriegshandlungen erfolgten. Dies führte zu den üblichen Schäden für die Bevölkerung und deren Eigentum. Der Friede von Utrecht 1713 beendete den Erbfolgekrieg und die Umwandlung der südlichen Spanischen in die Österreichische Niederlande. Die Stadt Erkelenz mit ihrem zugehörigen Gebiet, eine geldrische Exklave, wurde entsprechend den Bestimmungen des Vertrages ab 1713 ein Jülicher Territorium. Johann Wilhelms Bruder und Nachfolger Karl Philipp residierte nicht mehr am Niederrhein, sondern letztlich in Mannheim und lag mit Brandenburg-Preußen nochmals in Streit um die Nachfolgefrage, da mit ihm die Linie Pfalz-Neuburg dann 1742 ausstarb.

### Reformation im Herzogtum Jülich
Die Bevölkerung im Herzogtum Jülich war wie im ganzen Reich bis zum Beginn der Reformation von den wenigen jüdischen Gemeinden abgesehen nur katholisch. In der zweiten Hälfte des 16. Jahrhunderts bildeten sich auch im Gebiet von Jülich kleinere protestantische Gemeinden. Verstärkt wurde die Anzahl der Protestanten durch den Zuzug mennonitischer Exulanten, die aus religiösen Gründen vertrieben worden waren und sich besonders im nordwestlichen Bereich des Herzogtums um und in Monschau niederließen. Hierzu zählten auch Aachener Tuchmacher, die im Rahmen der Aachener Religionsunruhen in Jülicher Gebiete flüchteten, aber diese später teilweise wieder verlassen mussten.
Herzog Wilhelm V., der Landesherr ab 1539, war in religiöser Hinsicht tolerant. Er blieb zwar zeitlebens katholisch, war aber Reformen der Katholischen Lehre gegenüber offen. Dies änderte sich 1543, als er mit dem Unterwerfungsvertrag von Venlo gezwungen wurde, Kaiser Karl V. die Bekämpfung der Protestanten in seinen Ländern zuzusagen. Es folgte deshalb eine Phase stärkerer Unterdrückung der Protestanten im Herzogtum Jülich.
Nach der Abdankung Karls V. zugunsten seines Bruders Ferdinand I. im Jahr 1555 ließ die Unterdrückung der Protestanten vorübergehend nach, da der neue Kaiser eine versöhnliche Religionspolitik betrieb. Dieser Linie folgte zwischen 1558 und 1567 auch der Hof in Düsseldorf in begrenztem Maße. Viele von den Spaniern verfolgte Calvinisten in den Niederlanden flüchteten sich in die Territorien Wilhelms V. und damit auch ins Herzogtum Jülich. Diese Phase der Duldung endete aber nach dem ersten Schlaganfall Herzog Wilhelms V. 1566, dem später weitere folgten. Am Hof übernahm die katholische Fraktion immer mehr die Macht, da Wilhelms Handlungsfähigkeit stark eingeschränkt war und er nicht mehr ausgleichend wirken konnte. Die Jülicher Räte setzten nun durch, dass auf Jülicher Territorium keine Protestanten mehr geduldet und dass offen praktizierende Calvinisten des Landes verwiesen werden sollten.
Nach Wilhelms Tod 1592 verstärkten die katholischen Räte unter dem psychisch kranken Nachfolger Herzog Johann Wilhelm die Unterdrückung der Protestanten. Dies änderte sich vorübergehend nach dem Tod Johann Wilhelms 1609. Pfalzgraf Wolfgang Wilhelm war bis 1613 Protestant und unterstützte bis zu seinem Wechsel zum Katholizismus die reformierte Seite. Ein erneuter Politikwechsel folgte zu Beginn der 1620er Jahre, als die letzten protestantischen Truppen von den Spaniern vertrieben worden waren. Ab 1628 war den Protestanten die freie Religionsausübung im Gebiet von Jülich untersagt. Weiterhin unterstützten Wolfgang Wilhelm und seine Nachfolger aktiv die Gegenreformation, indem sie die Niederlassung katholischer Orden befürworteten und teilweise auch durch finanzielle Geld- oder Sachmittel erleichterten. Hierdurch kam es zu vielen neuen Klostergründungen und Ordensniederlassungen im gesamten Herzogtum Jülich. So kam es etwa in der Stadt Jülich zu folgenden katholischen Gründungen:
- 1622 bis 1628 Bau des Kapuzinerklosters; Bau der Klosterkirche 1637/38
- 1643 Übergabe des Barrensteinchen Hauses an die Jesuiten
- 1665 Bau des Klosters der Kartäuser
- 1660 Übergabe des Rathauses an die Jesuiten und Umzug des Rats in das Haus „Zum goldenen Löwen“
- 1660/74 Bau des Sepulchrinerinnenklosters mit Kloster-Kirche
- 1664/74 Eröffnung eines Gymnasiums der Jesuiten

1672 trat ein Religionsvergleich in Kraft: Protestanten durften in der Stadt Pfarrhäuser und Schulen unterhalten, Kirchen waren aber nur außerhalb der Stadt erlaubt. Die reformierte Gemeinde baute 1690 eine Kirche links der Rur, die aber bereits 1692 niederbrannte. Nach der Wiederherstellung wurde die Kirche 1701 geplündert.
Weitere Eckdaten zur Religionspolitik im 18. Jahrhundert:
- 1742 erhielt die reformierte Gemeinde die Erlaubnis, ihre Kirche in die Stadt Jülich zu verlegen. 1745 wurde die Christuskirche gebaut.
- 1777 wurde der Orden der Jesuiten in Jülich aufgehoben
- 1790 erhielt die lutherische Gemeinde die Erlaubnis, ihre Kirche in die Stadt Jülich zu verlegen

Bedingt durch die Unterdrückung der Protestanten über mehr als ein Jahrhundert und der Gegenreformation lebten im ehemaligen Herzogtum Jülich bis etwa 1945 überwiegend Katholiken. Durch den Zuzug von Heimatvertriebenen wuchs die Zahl der Protestanten.

### Das Ende des Wittelsbacher Herzogtums

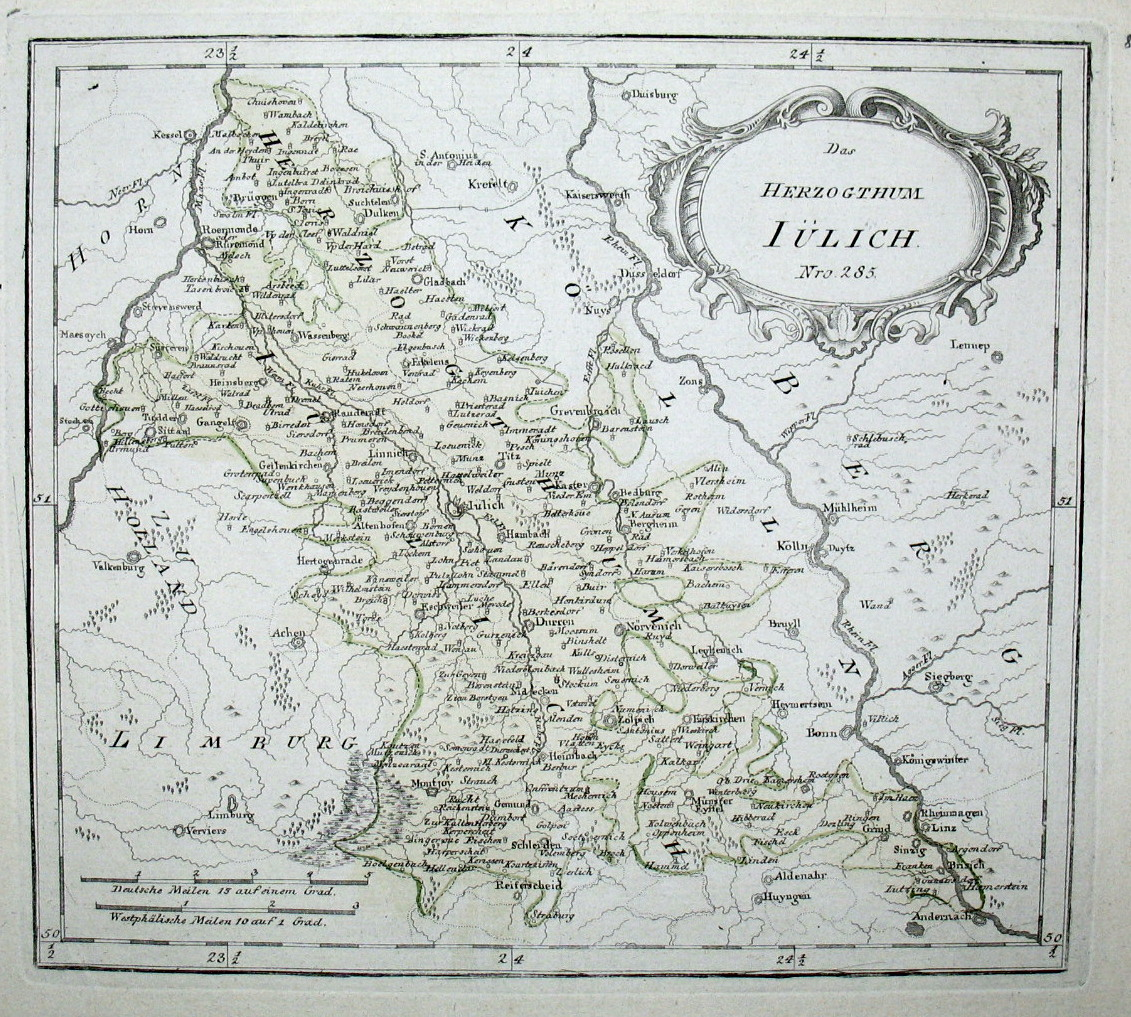
Franz Johann Joseph von Reilly: Das Herzogtum Jülich, 1794/1795

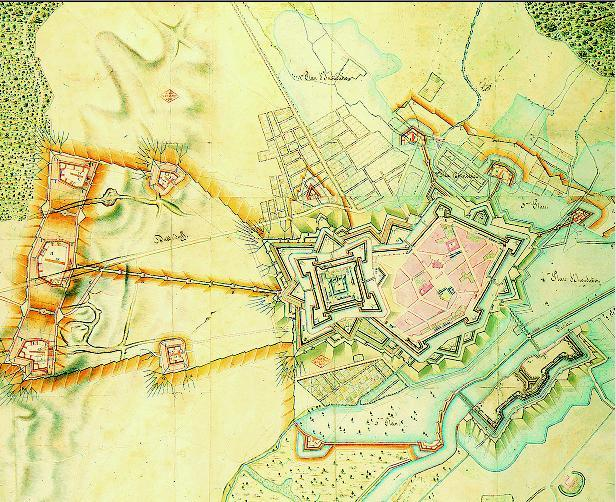
Maximaler französischer Ausbauplan von Jülich

Die im Vertrag von Kleve enthaltene Vereinbarung, dass im Falle des Aussterbens eines der beiden Adelshäuser das andere die Erbfolge antritt, spielte als Jülicher Erbfolgefrage noch einmal im 18. Jahrhundert in den europäischen Verträgen eine Rolle. Als das Adelsgeschlecht Pfalz-Neuburg dem Aussterben nahe war, wollte sich Preußen wenigstens die Nachfolge in Berg durch die Verträge Friedrich Wilhelms I. mit Karl VI. zu Wusterhausen (1726) und Berlin (1728) sichern. Österreich erkannte dieses gegen die Garantie der Pragmatischen Sanktion an, versprach aber gleichwohl in einem geheimen Vertrag 1738 der Linie Pfalz-Sulzbach die Sukzession in beiden Herzogtümern. Nachdem Friedrich II. Schlesien annektiert hatte, verzichtete er auf seine Ansprüche, und Jülich fiel mit Berg und der Kurpfalz daher 1742 an die pfalz-sulzbachische Linie der Wittelsbacher, die 1777 auch noch die bayrischen Lande erbte. Versuche, durch einen Tausch Altbayerns gegen die Österreichischen Niederlande eine kompaktere Ländermasse zu erzielen, scheiterten 1785 an dem von Preußen organisieren Fürstenbund.
So blieb das Herzogtum Jülich im Besitz der Kurfürsten von Pfalz-Bayern, bis es im Lunéviller Friede im Februar 1801 mit Wirkung zum 9. März 1801 an Frankreich abgetreten wurde, das schon seit 1794 im Zuge des Ersten Koalitionskrieges das Herzogtum besetzt und es danach wie andere Territorien auf dem linken Rheinufer unter Sonderverwaltung gestellt hatte. 1797 bestanden im Zuge des französischen „Revolutionsexports“ kurzzeitig Pläne, Jülich in eine „Tochterrepublik“ namens Cisrhenanische Republik zu integrieren. Mit der Übernahme der französischen Verfassung von 1802 wurden die Gebiete den Départements im französischen Kernland gleichgestellt.
Durch den Wiener Kongress erhielt Preußen 1815 das Herzogtum mit Ausnahme kleinerer Gebietsteile, die zur niederländischen Provinz Limburg kamen, und bezog es in die preußische Verwaltungsgliederung ein. Der größte Teil gehörte zum Regierungsbezirk Aachen der Provinz Großherzogtum Niederrhein, der Ostteil zur Provinz Jülich-Kleve-Berg (beide Provinzen wurden am 22. Juni 1822 aufgelöst und zur Rheinprovinz vereinigt).

### Wappen

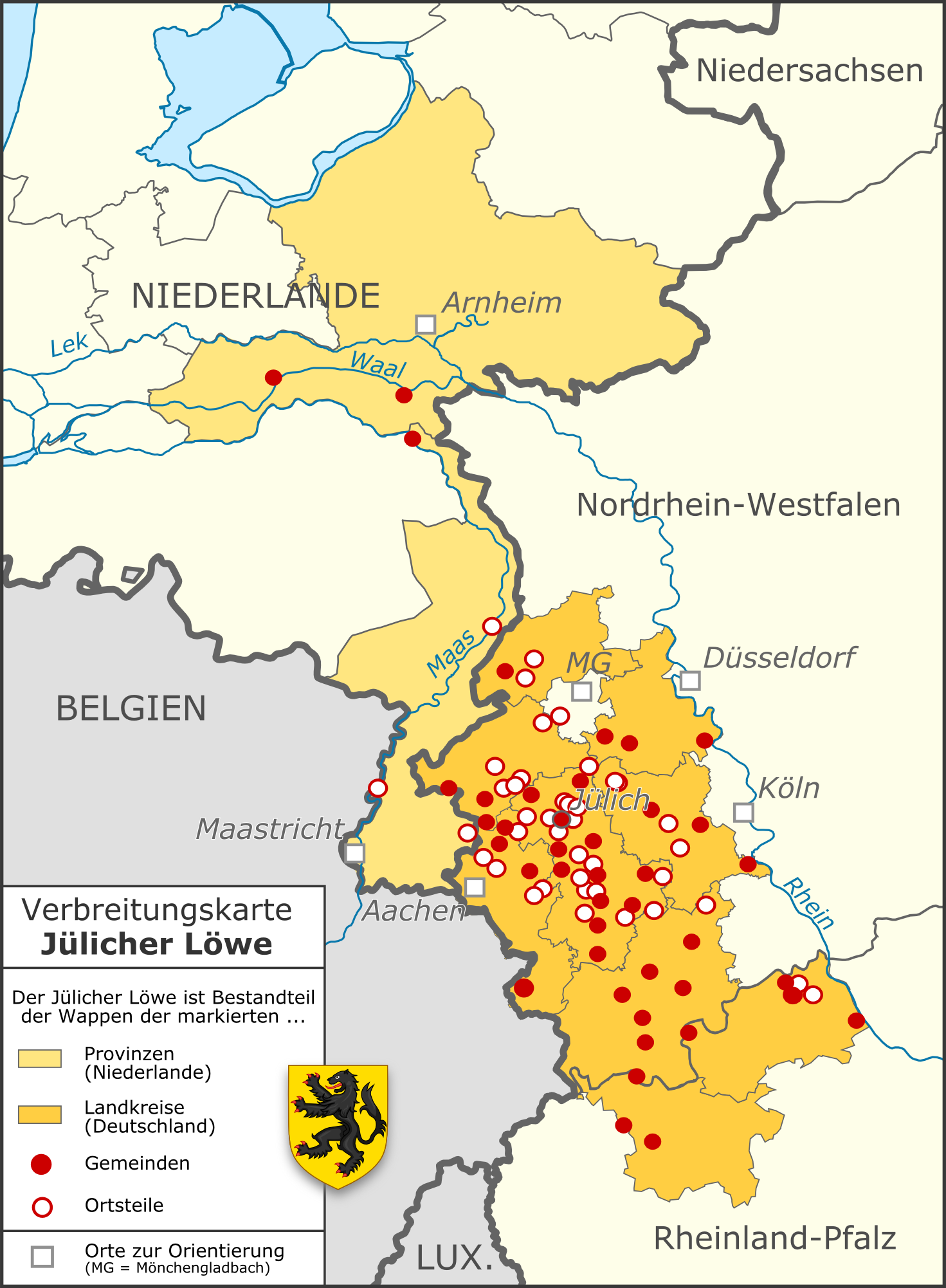
Der Jülicher Löwe ist heute noch Bestandteil vieler Ortswappen im ehemaligen Gebiet des Herzogtums

| Wappen von Herzogtum Jülich | Blasonierung: „In Gold ein schwarzer, rot bezungter und rot bewehrter Löwe.“ |
| Wappen von Herzogtum Jülich | Wappenbegründung: Der Jülicher Löwe, in Gold ein schwarzer Löwe, rot bezungt und rot bewehrt, ist Motiv des Wappens vieler Städte und Gemeinden im Gebiet des ehemaligen Herzogtums. |

## Herrscher von Jülich

### Grafen im Jülichgau
- 1003–1029 Gerhard (I.)
- 1029–1081 Gerhard (II.)

### Grafen von Jülich

#### Haus Jülich
- 1081–1114 Gerhard I. (III.)
- 1114–1127 Gerhard II. (IV.)
- 1127–1138 Gerhard III. (V.)
- 1138–1142 Gerhard IV. (VI.)
- 1142–1176 Wilhelm I.
- 1176–1207 Wilhelm II.

#### Haus Jülich-Heimbach
- 1207–1219 Wilhelm III.
- 1219–1278 Wilhelm IV.
  - 1278–1283 Gemeinsame Regierung der Söhne Wilhelms IV. unter der Leitung ihrer Mutter Richarda
- 1283–1297 Walram
- 1297–1328 Gerhard V. (VII.)
- 1328–1356 Wilhelm V.; seit 1356 Herzog, s. u.

### Herzöge von Jülich

#### Haus Jülich-Heimbach
–Von 1393 bis 1423 in Personalunion mit Geldern, seit 1423 mit Berg, seit 1437 auch Ravensberg –
- 1356–1361 Wilhelm I.; bis 1356 Graf, s. o.
- 1361–1393 Wilhelm II.
- 1393–1402 Wilhelm III.
- 1402–1423 Rainald
- 1423–1437 Adolf
- 1437–1475 Gerhard
- 1475–1511 Wilhelm IV.

#### Haus Mark
–Seit 1521 als Herrscher von Jülich-Kleve-Berg –
- 1511–1539 Johann (genannt der Friedfertige)
- 1539–1592 Wilhelm V. (genannt der Reiche)
- 1592–1609 Johann Wilhelm I.

#### Haus Wittelsbach
–In Personalunion mit Berg und Pfalz-Neuburg, seit 1685 auch Kurpfalz, seit 1777 auch Bayern –
- 1614–1653 Wolfgang Wilhelm
- 1653–1679 Philipp Wilhelm
- 1679–1716 Johann Wilhelm II.
- 1716–1742 Karl Philipp
- 1742–1795 Karl Theodor

–Seit 1795 Besatzung durch Frankreich. 1799 konnte Karl Theodors Erbe Max Joseph die Herrschaft bis 1801 nur auf dem Papier antreten –

#### Haus Hohenzollern
Nach dem Erwerb des Rheinlandes durch Preußen nahm der preußische König Friedrich Wilhelm II. den Titel eines Herzogs von Jülich an, er blieb bis zur Abdankung des Hauses Hohenzollern 1918 mit dem preußischen Königtum verbunden.

## Verwaltungsgliederung
Seit der Mitte des 14. Jahrhunderts wurde das Herzogtum Jülich in Ämter eingeteilt. Mehrere Ämter wurden im Laufe der Zeit zusammengelegt oder anders aufgeteilt. In der folgenden Aufstellung ist im Wesentlichen die Verwaltungsgliederung im 18. Jahrhundert zusammengefasst.
- Amt Bergheim
- Amt Born
- Amt Boslar
- Amt Brüggen
- Amt Düren
- Amt Euskirchen
- Amt Eschweiler
- Amt Geilenkirchen
- Amt Grevenbroich
- Amt Heimbach
- Amt Heinsberg
- Amt Jülich
- Amt Kaster
- Erbvogtei Kornelimünster
- Amt Millen
- Amt Monschau
- Amt Münstereifel
- Amt Neuenahr
- Amt Nideggen
- Amt Nörvenich
- Amt Randerath
- Amt Remagen
- Amt Sinzig
- Amt Tomburg
- Amt Wassenberg
- Die Wehrmeisterei
- Amt Wilhelmstein